# Бутылка Кодда

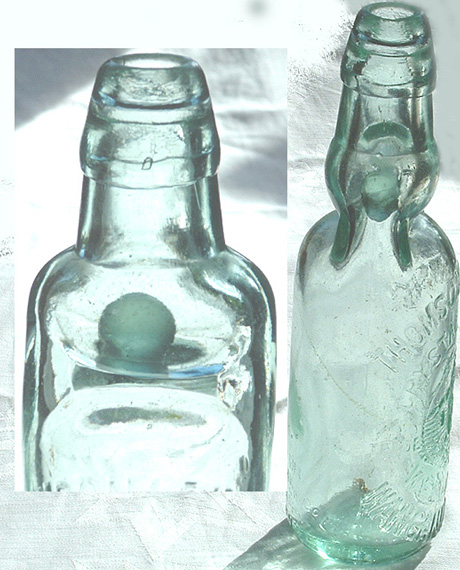
Бутылка Кодда

Бутылка Кодда (англ. Codd bottle, Codd-neck bottle) — бутылка для газированных напитков, которая закрывается шариком, находящимся под давлением газа.

## История
Принцип укупорки газированных напитков шариком разработал и запатентовал в 1872 году британский производитель безалкогольных напитков Хирам Кодд из Камберуэлла, Лондон.

## Дизайн
Бутылка Кодда изготовлена из толстого стекла, чтобы выдерживать внутреннее давление, её горлышко является камерой для стеклянного шарика, на горлышке находится резиновая шайба. Бутылки наполняются вверх дном, давление газа в бутылке прижимает шарик к шайбе, герметизируя бутылку при карбонизации. Бутылка открывается продавливанием шарика внутрь. Горлышко бутылки имеет специальную форму для создания камеры, в которой остается шарик после открытия бутылки. Также камера не дает шарику перекрыть горлышко при разливании напитка.

## Популярность

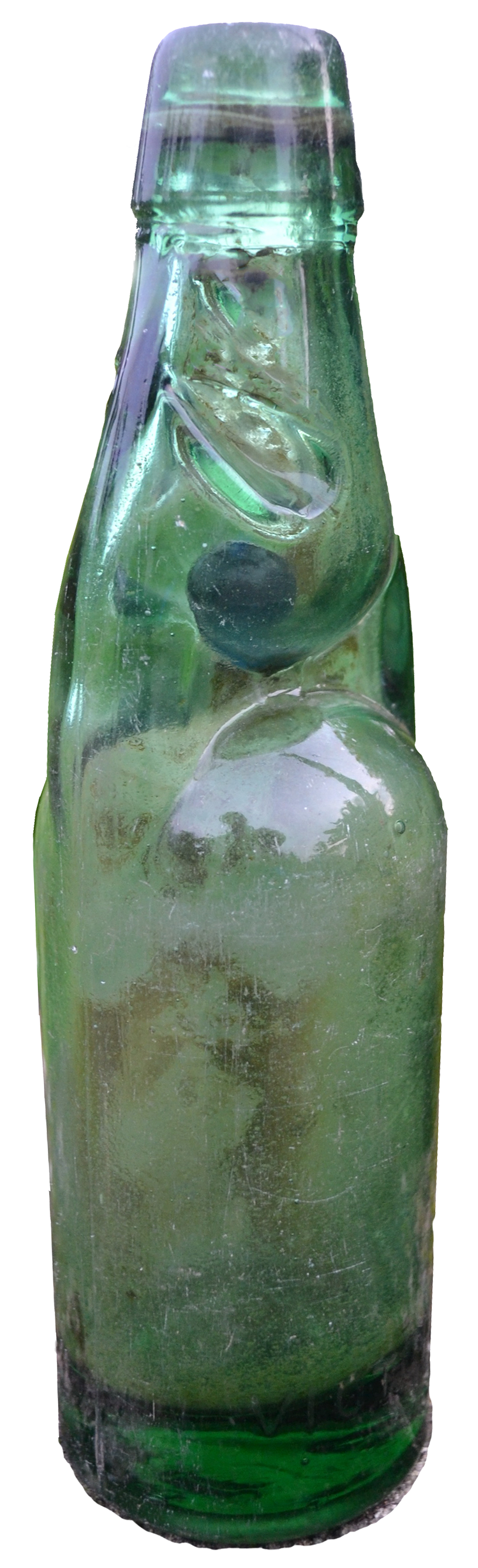
Банта в бутылке Кодда

Вскоре после появления бутылки Кодда стали чрезвычайно популярны в промышленности безалкогольных напитков и пивоварения, в основном в Европе, Индии и Австралии. Некоторые любители алкоголя презирали её использование. Распространенная этимология термина codswallop (с англ. — «чепуха») связывает его с пивом, продаваемого в бутылках Кодда, но она отклоняется как народная этимология.
Бутылки регулярно производились в течение многих десятилетий, но постепенно их использование снизилось. Поскольку дети разбивали бутылки, чтобы достать шарик, винтажные бутылки стали относительно редки и стали предметом коллекционирования, особенно в Великобритании. Бутылка Кодда кобальтового цвета на аукционе может принести сотни британских фунтов. Некоторые старые образцы бутылок имели форму пули.
Португальская компания Bilas выпускает газировку, названную в честь бутылки Кодда (Pirulito). Однако шарик внутри бутылки не используется для укупорки, вместо него используется обычная крышка.
Бутылки Кодда все ещё используются для японского безалкогольного напитка рамунэ и индийского напитка Banta.